# Touraj Daryaee

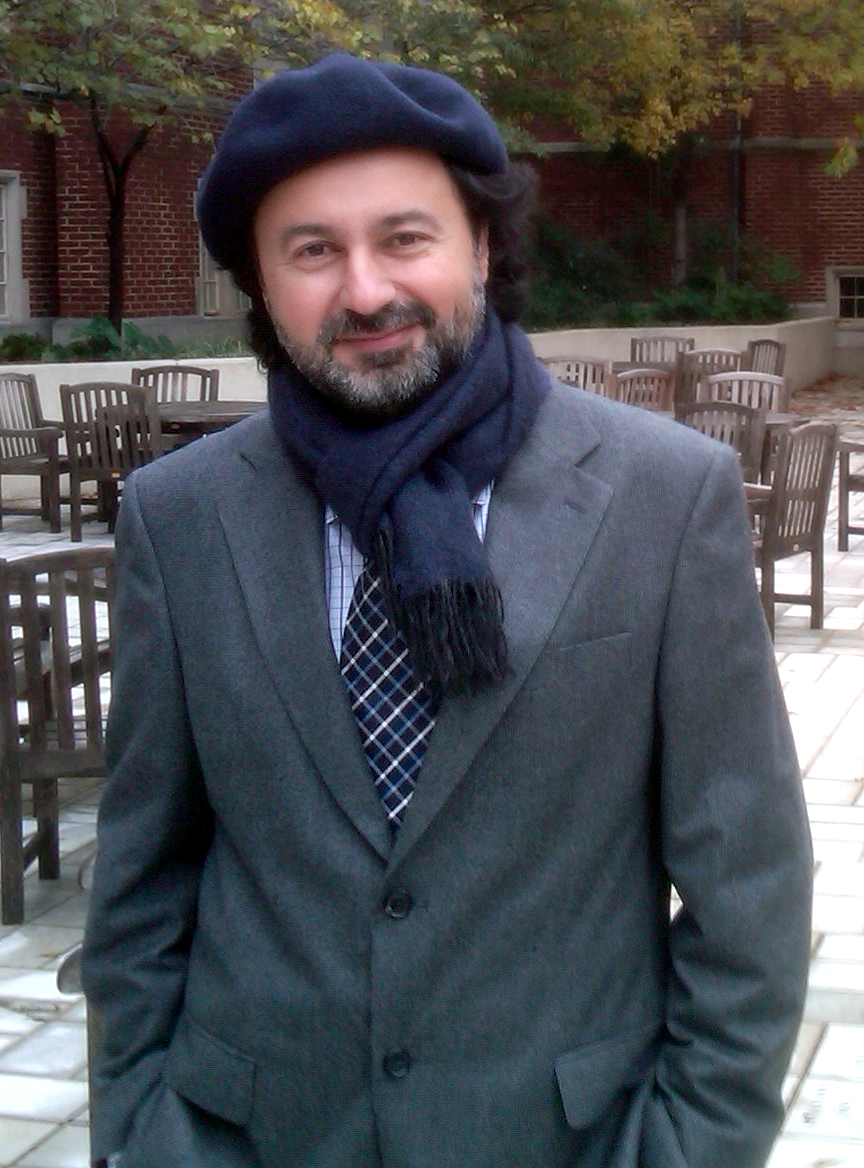
Photo, 2011

Touraj Daryaee (Persan: تورج دریایی; Téhéran, 20 juillet 1967) est un historien iranien. Il est professeur à l'université de Californie à Irvine

## Biographie
Après des études primaires et secondaires à Téhéran et à Athènes, il a étudié à l'UCLA où il a obtenu son doctorat en 1999. Il a enseigné à l'UCLA et a été chercheur à l'université d'Oxford et à l'École Pratique des Hautes Études de Paris.
Il édite les publications « Name-ye Iran-e Bastan », « The International Journal of Ancient Iranian Studies » et « DABIR : Digital Ar » et il est le directeur du « Sasanika Project ».